# ナチュラリズム (競走馬)
ナチュラリズム（Naturalism、1988年10月19日 - 2018年7月13日）は、ニュージランドで生産され、オーストラリアで調教されたサラブレッド競走馬。

## 背景
父のパレスミュージックは、ケンタッキーで生産され、フランスで調教され、1984年のチャンピオンステークスで優勝した馬である。パレスミュージックは、シガーの父として知られていた。ナチュラリズムは、2歳馬のときに35,000オーストラリア・ドルでAnthony Freedmanにより購入された。

## 競走馬として
3つのGIレースで勝利した。
日本では1992年と1993年のジャパンカップに出走し、1992年に2着（1着はトウカイテイオー）、1993年にレガシーワールドの9着となった。
2018年7月13日にオーストラリア、ニューサウスウェールズ州のMeringo Studで死去した。